# ソンゾーニョ・コンクール
ソンゾーニョ・コンクール（Concorso Sonzogno）は、イタリア･ミラノの楽譜出版社ソンゾーニョ社が19世紀後半開催した新作オペラのコンクールである。1883年から不定期に合計4回開催されたが、その第2回の優勝作品としてマスカーニの『カヴァレリア・ルスティカーナ』を選出、以降の「ヴェリズモ・オペラ」ブームを呼んだことで特に知られる。

## ソンゾーニョ社の野望
ソンゾーニョ社はもともと、1804年にジョヴァンニ・バッティスタ・ソンゾーニョによって文学出版社Casa Editrice Sonzognoとして設立され、フランス文学、例えばヴィクトル・ユゴーの翻訳出版などによって斯界では一定の地位を得ていた。また同社の日刊新聞 "Il Secolo" は19世紀中頃、イタリア統一国家形成を支持するラディカルで進歩的な論陣を張り、イタリア最大の発行部数を誇っていた。
しかし創業者の孫であり、劇作家あるいは舞台俳優としても活躍したことがあったエドアルド・ソンゾーニョ（1836年 - 1920年）はこういった単なる文学･時事関連出版社としての地位に飽き足らず、音楽出版部門Casa Musicale Sonzognoを1874年に設立した。
同社はまず、フランス音楽研究の権威として知られるアミントレ・ガッリ（後にミラノ音楽院の教授）を音楽分野のアドヴァイザーとして据える。また音楽雑誌の分野では、リコルディ社の権威ある週刊誌 "Gazzetta musicale di Milano" に対抗して、隔月刊 "Il teatro illustrato" 誌ならびに "La musica popolare" 誌を刊行した。
しかし、イタリアにおける音楽出版業の主戦場は、やはりオペラの楽譜の出版であった。ソンゾーニョ社が音楽分野に進出した1874年当時、すでに物故した大家ロッシーニ、ベッリーニ、ドニゼッティ、および存命中でありイタリア･オペラ界の頂点として君臨していたヴェルディの版権は全てリコルディ社に、イタリアでの中堅作曲家のそれはリコルディ社とそのライヴァルのルッカ社に占有されるという寡占状態を呈していた。また、ルッカ社は巨費を投じてオベール、マイアベーアなどフランスのグランド・オペラの既存の主要作、ならびにドイツからはワーグナーの作品版権を購入し、ワーグナー作品を積極的に紹介することでイタリアにおけるワーグナー受容の進展をもたらした（もっともルッカ社は、こうした先行投資負担も一因で経営不振に陥り、1888年にリコルディ社に事実上吸収合併される憂き目に遭う）。
イタリア、フランス、ドイツ既存作品に食い入ることのできないソンゾーニョ社は、アドヴァイザーであるガッリのフランス楽壇に対するコネクションを活かす形で、まずはフランスからオペラ・コミック（グランド･オペラと異なり、台詞を含んだ形式）のイタリアにおける版権を取得する。この企業戦略は1875年にパリで初演されたビゼーの『カルメン』という金の卵として結実した。『カルメン』は1880年にナポリでイタリア初演された後、イタリア半島各地で再演され大好評を博した。同社はこの余勢を駆って、リコルディ、ルッカ両社にまだ囲い込まれていないイタリア人新人作曲家の発掘を試みる。そのための手段がコンクールの開催だった。

## 第1回コンクール（1883年）
1883年4月、ソンゾーニョ社は自社発行誌 "Il teatro illustrato" にコンクール開催を発表する。その要綱は以下の通りであった。
- イタリア国籍をもつ若い作曲家のオペラ作品であること
- 1幕のみで完結すること
- 「セリア」（まじめなもの）であるか「ジョコーゾ」（おどけたもの）であるかは問わない
- 5人の審査員からなる選考委員会は応募作から2作品を選出、それらはミラノの歌劇場で上演され、そこでの聴衆の反応も参考に優勝作品が決定される
- 提出期限は1883年12月末

1幕物オペラという条件が組み入れられた背景には、舞台感覚に秀でたエドアルド・ソンゾーニョのたっての要望があったという説もあるが、審査委員会の負担緩和、ならびに舞台化費用軽減という実際的な意味合いが大きかったであろう。いずれにしてもこの条件は、この時代のイタリア人作曲家にとって、新奇とはいえないまでも挑戦を要する条件であった。もちろん、ペルゴレージに始まり、ロッシーニからドニゼッティに至る短幕物オペラ・ブッファの伝統は存在したが、19世紀中期以降のイタリア・オペラはグランド・オペラ様式の影響などもあり、大規模化の一途を辿る一方であった。単幕化の要請はより緊迫化したドラマ構成を要求しているのは疑いなかった。
また「イタリア国籍の作曲家」という条件は国家統一なればこそのものであり、19世紀後半ヨーロッパ各国でのナショナリズム勃興の流れを汲んだものともいえる。
優勝賞金は2000リラ（これは当時、ピアノ教師などで生計を維持している若手作曲家にとって優に年収以上に相当した）、1次審査通過作品の上演はソンゾーニョ社の費用負担によるとされた。審査委員会メンバーはガッリと、やはりミラノ音楽院作曲科の2教授、ポンキエッリ（オペラ『ラ・ジョコンダ』の作曲で有名）およびドミニチェーティ、ミラノ・ドゥオーモのオルガン奏者プラタニア、そしてイタリアにおけるワーグナー信奉者の筆頭格としても有名な指揮者のファッチョの5名だった。
応募総数は28作品だった。翌1884年4月に1次審査通過作品として選出されたのは、ルイジ・マペッリの『アンナとグァルベルト』（Anna e Gualberto）およびグリエルモ・ズエッリの『北の妖精』（La fata del Nord）であり、これらは同年5月4日、ミラノのマンゾーニ劇場で初演された。聴衆の評価はほぼ二分状態であり、委員会は両作を優勝とし、作曲家たちに1000リラずつを授与した。なお、今日これら作品も、彼らの他作も顧みられることは全くない。

### プッチーニと『妖精ヴィッリ』
後にヴェルディに次ぐイタリア・オペラの大家となるプッチーニも、このコンクールに処女作『妖精ヴィッリ』（Le Villi）をもって参加していた。すでに同1883年発表した『交響的奇想曲』（Capriccio sinfonico）がミラノ楽壇で注目され、またミラノ音楽院ではポンキエッリに師事し、ファッチョの知遇も得ていたプッチーニは自他共に認める有力候補のはずだった。実際、当初プッチーニに期待し、『妖精ヴィッリ』の台本作家フェルディナンド・フォンターナを引き合わせたのもポンキエッリだった。
ところが、『妖精ヴィッリ』は佳作として紹介されることすらなかった。作品自体の巧拙はさておき、遅筆のプッチーニは提出期限ぎりぎりになってようやく応募した上、その自筆譜が判読不能なほどの悪筆であったことも理由として考えられている。この後、ソンゾーニョ社のライバル、リコルディ社の当時の総帥ジュリオ・リコルディは同作品などプッチーニの才能に着目し、プッチーニを自社の若きエース級作曲家として支援・育成していくことになる。ソンゾーニョ社にとっては図らずも敵に塩を送った格好であった。

## 第2回コンクール（1888年）と『カヴァレリア』の成功
第2回のコンクール開催は前回の5年後、"Il Secolo" 紙ならびに "Il teatro illustrato" 誌の1888年7月1日号に告知された。募集要綱は前回とほぼ同様であったが、プッチーニ『妖精ヴィッリ』の影響もあってか、締切は前回の9か月後から延長されて11か月後の1889年5月31日、また「総譜は読みやすいように書かれるべきこと」なる条件が新たに加えられていた。ポンキエッリが1886年に死去していたこともあり、審査委員は前回に継続してのガッリ、プラタニアの他、作曲家ダルカイスおよびマルケッティ、ローマのサンタ・チェチーリア音楽院よりズガンバーティが招かれた。優勝賞金は3000リラに増額された。
応募総数73作の中から、ピエトロ・マスカーニの『カヴァレリア・ルスティカーナ』が圧倒的支持を受けて最優秀作品に選出された。

## 「ヴェリズモ・オペラ」の作曲家たち
こうしてソンゾーニョ社は目論見通り、新進気鋭の作曲家マスカーニの発掘に成功し、『カヴァレリア・ルスティカーナ』から莫大な利益を得ることに成功した。同社はまた「ヴェリズモ・オペラ」と称される系統のオペラ作曲家たち、すなわちレオンカヴァッロ、ジョルダーノおよびチレアなどの新進作曲家と次々に契約を結び、リコルディ社に対抗しうる陣容を整えたのだった。

## 第3回コンクール（1892年）
第2回の勢いを駆って、ソンゾーニョ社は第3回コンクールを1890年に告知する。1891年12月31日に募集を締め切り、選考結果を1892年初頭に発表する予定とし、賞金は優勝者が4000リラ、第2位が2000リラであった。ただし、参加者の枠を広げるために1幕のみという制限を撤廃する一方、過去にオペラを少なくとも1作上演した人物に限るという制限を設けた。この条件は、新人の作曲家たちにとっては痛いものであったが、それでも1892年2月までに61作品が応募され、7月の第1次選考で56作品が通過、9月の第2選考で12作品に絞られた。そのうち、共に1幕のジェッリオ・ベンヴェヌート・コロナーロの『海辺の祭り』（Festa a Marina）とエルネスト・ボエーツィの『ドン・パエス』（Don Paez）が最終選考に残った。『カヴァレリア・ルスティカーナ』の再現を狙って、ソンゾーニョ社はヴェネツィアのフェニーチェ劇場で2作品の初演および最終選考を行うことに決定。1893年3月21日に『海辺の祭り』が、3月25日に『ドン・パエス』が初演された。しかし両者の評価は芳しくなく、特に『海辺の祭り』は劣化した『カヴァレリア・ルスティカーナ』とまで評された。ソンゾーニョ社は自社の日刊紙"Il Secolo" の3月27日/28日号において最終結果を発表し、『海辺の祭り』を第1位としたが、同社が第二の『カヴァレリア・ルスティカーナ』を当てることができなかったのは明らかだった。
なお、最終選考に漏れたルッジェーロ・レオンカヴァッロの『道化師』は1892年5月21日にミラノで初演され、大成功を収めた。

## 第4回コンクール（1903年）
第3回コンクールの失敗はソンゾーニョ社に取って痛手になり、次のコンクールの開催に踏み切ることができずにいた。その間、1896年にウィーンのインプレサリオ、ガーボル・シュタイナーがイタリア語による1幕オペラのコンクールを行うことを告知する。これは明らかにソンゾーニョ社の模倣であったが、同社とは違って国籍・年齢を問わないという条件が付けられていたうえ、第1位の賞金が3000リラ、台本賞として賞金1000リラと謳っていた。結果としては、応募された193作品中121作品が審査された結果、1位なしで2位（1500リラ）が1名、第3位（500リラ）が3名、という結果に終わった。
1902年春、ついにソンゾーニョ社は4回目のコンクールの告知に踏み切る。シュタイナーのコンクールの影響から、条件としては1幕または短い2幕で、国籍は不問、第1位の賞金を50000リラに増額し、締切日は1903年1月31日とした。
応募された作品は史上最大の234作品にのぼり、そのうち198作品がイタリア語、19作品がフランス語、8作品がドイツ語、6作品が英語、2作品がロシア語、そして1作品がスペイン語であった。
審査員としては、海外からジュール・マスネ、エンゲルベルト・フンパーディンク、カール・ゴルトマルク、アスガー・ハンメリクらが招かれ、ガッリらの他アルトゥーロ・トスカニーニも審査に加わった。
1903年末には、フランコ・ダ・ヴェネツィアの『青い領主』（Il domino azzurro）、ロレンツォ・フィリアジの『マヌエル・メネンデス』（Manuel Menendez）、そしてガブリエル・デュポンの『ラ・カブレラ』（La Cabrera）に絞り込まれた（デュポンのみ2幕、他は1幕）。
『青い領主』は1904年5月14日、『マヌエル・メネンデス』は翌5月15日に初演され、いずれも反応は上々であった。しかし、5月17日に初演された『ラ・カブレラ』は前2作を上回る高評価を得て、"Il Secolo" 紙5月21日/22日号においてはっきりと第1位と宣言された（他2作は次席）。さらに、同誌ではソンゾーニョ社が『ラ・カブレラ』と『マヌエル・メネンデス』の権利を取得すること、フィリアジに新作のオペラを依頼することが告げられた。しかし、その後の国内外での『ラ・カブレラ』『マヌエル・メネンデス』の評価は低く、賞金及び3作の上演によりソンゾーニョ社が赤字を抱えたため、再びコンクールは失敗に終わった。

## 台本コンクール（1906年）
第4回コンクールも失敗に終わり、ソンゾーニョ社は安価な宣伝策として台本のみのコンクールをガッリが中心となって企画する。"Il Secolo" 紙1904年12月1日/2日号において告知された要綱は以下の通りであった。
- 既存の文学作品の翻案ではない、完全なオリジナル
- 3幕か4幕に限定する
- 韻文か、散文か両者の結合による
- 主題には制限を課さない
- 優勝した台本はソンゾーニョ社の所有となる予定（翻訳については保留）
- 優勝した台本作家は、審査員による修正に同意すること
- 匿名で応募すること。応募した台本は取り下げることはできない
- 1905年12月31日までにタイプして提出すること

賞金は第1位が25000リラ、第2位が10000リラであった。
1906年1月に"Il Secolo" 紙により、562作が応募されたと報告された。主題に制限をもうけなかったため、応募作品は古典や歴史、神話などの多彩な内容であった。
審査員はガッリ、ボーイトらであることが同年の"Il Secolo" 紙11月21日号により明らかにされ、11月26日号においてファウスト・サルヴァトーリの『小麦の祭り』（La festa del grano）のみ1位、2位以下は水準に達していないことを理由として該当者なしと発表された。
結局、この台本コンクールがソンゾーニョ社が行った最後のコンクールとなった。その後、ソンゾーニョ社は経営者のエドアルド・ソンゾーニョが引退し、『カヴァレリア』以外に成功作を発掘できなかったうえ同作の海外での版権を失ったこと、1912年に"Il Secolo" 紙を売却するなど経営が思わしくなくなったことから衰退していった。